# Kappa m/1872

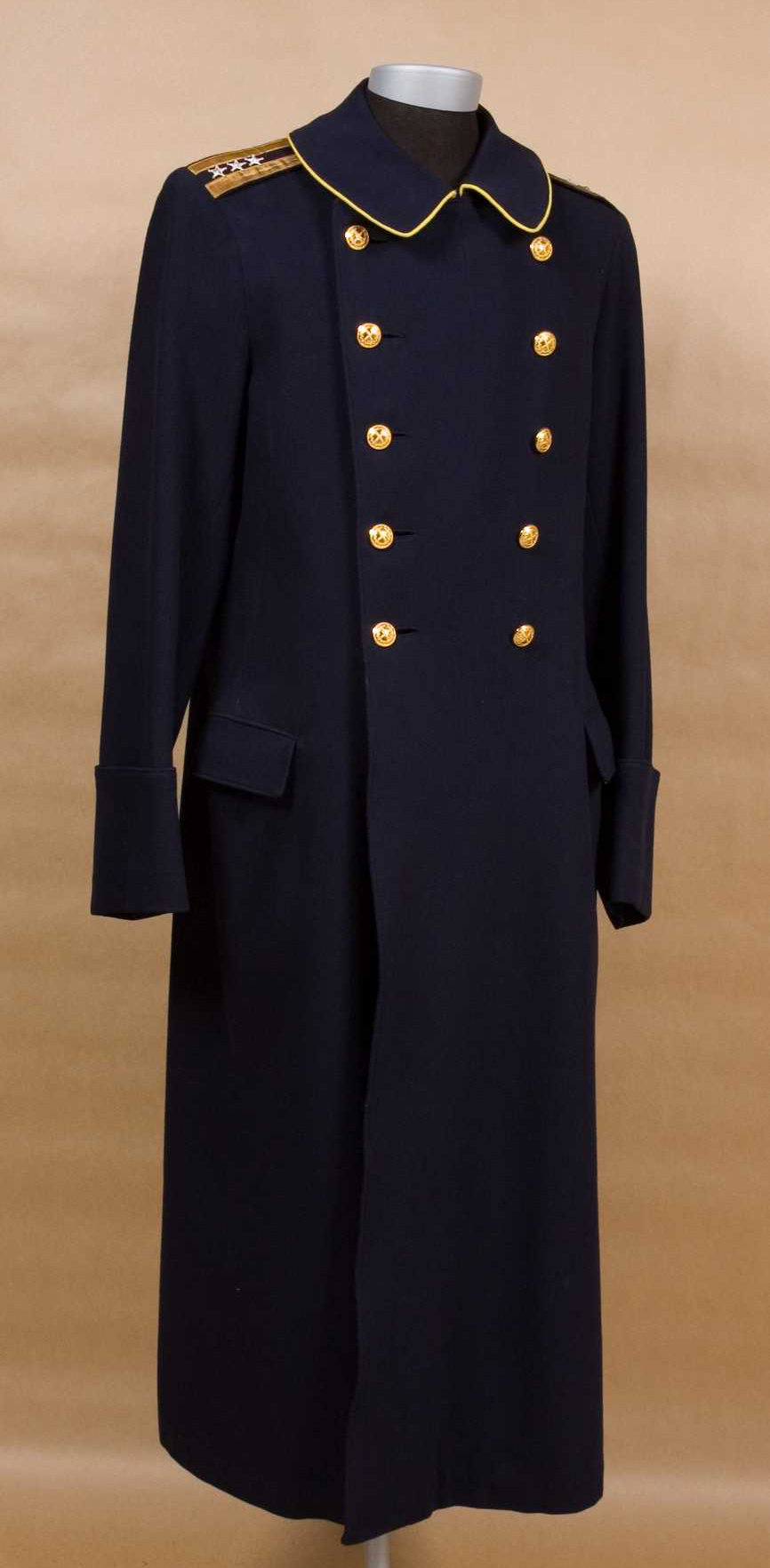
Kappa m/1872 för överstelöjtnant vid Generalstabskåren.

Kappa m/1872 är en kappa som används inom Försvarsmakten.

## Utseende
Av mörkblått kläde, helfodrad och med en innerficka placerad i vänster foders framstycke. Tvåradig, högknäppt med fem knappar av respektive modell. Rundkrage med 20 mm stånd, lösa ärmuppslag, sidfickor med rakskurna lock och hål för sabelbärrem (sabel) under vänstra ficklocket. Fasta axelklaffar är 42 mm breda vardera av kappans tyg med en knapp av respektive modell. Knappen är dold då kragen är nedfälld.
Baktill 50 mm bred delad sleif knäppt med två knappar av respektive modell. Baktill ett till skrevet gående sprund med knäppgylf. Kragen försedd med 2–3 mm passpoal av kläde i regementets färg samt att kragståndet på kragens insida ska fodras med samma typ av kläde. Fodret är svart och kappan ska nå 100–200 mm nedanför knäet.
Manskap bär ej passpoal på kragen. Dock är axelklaffarna gjorda i regementets färg och statschefens namnchiffer i vitt tyg. Svea livgarde (I 1) har gula axelklaffar med namnchiffret i vitt tyg. Göta livgarde (I 2) bär röda. Livgardet till häst (K 1) hade mellanblå axelklaffar med en vit passpoal kring den. Indelta armén har dock mörkblå axelklaffar med regementets siffra i gult tyg.

### Passpoalens eller axelklaffarnas färger
|  | I 1 | Svea livgarde       |                                                                                                  |
|  | I 2 | Göta livgarde       |                                                                                                  |
|  | K 1 | Livgardet till häst | Mellanblå axelklaffar med vit passpoal för manskap. Endast vit passpoal på krage för officerare. |

## Användning
Plagget används än idag, men endast av officerare vid Livgardet (LG), före detta Svea livgarde (I 1) och Göta livgarde (I 2), över vapenrock m/1886 under vinterhalvåret. Som huvudbonad bäres då båtmössa m/04 (daglig dräkt), mössa m/1865-99 (daglig dräkt, stor parad), kask m/1887 (vid trupp), grenadjärmössa m/1823-24 (grenadjärvakt) eller pälsmössa om så vädret erfordrar.
Soldater och gruppchefer (manskap) bär idag kappa m/1886 och Livgardets Livskvadron, före detta Livgardet till häst (K 1), bär idag kappa m/1895.

## Fotografier

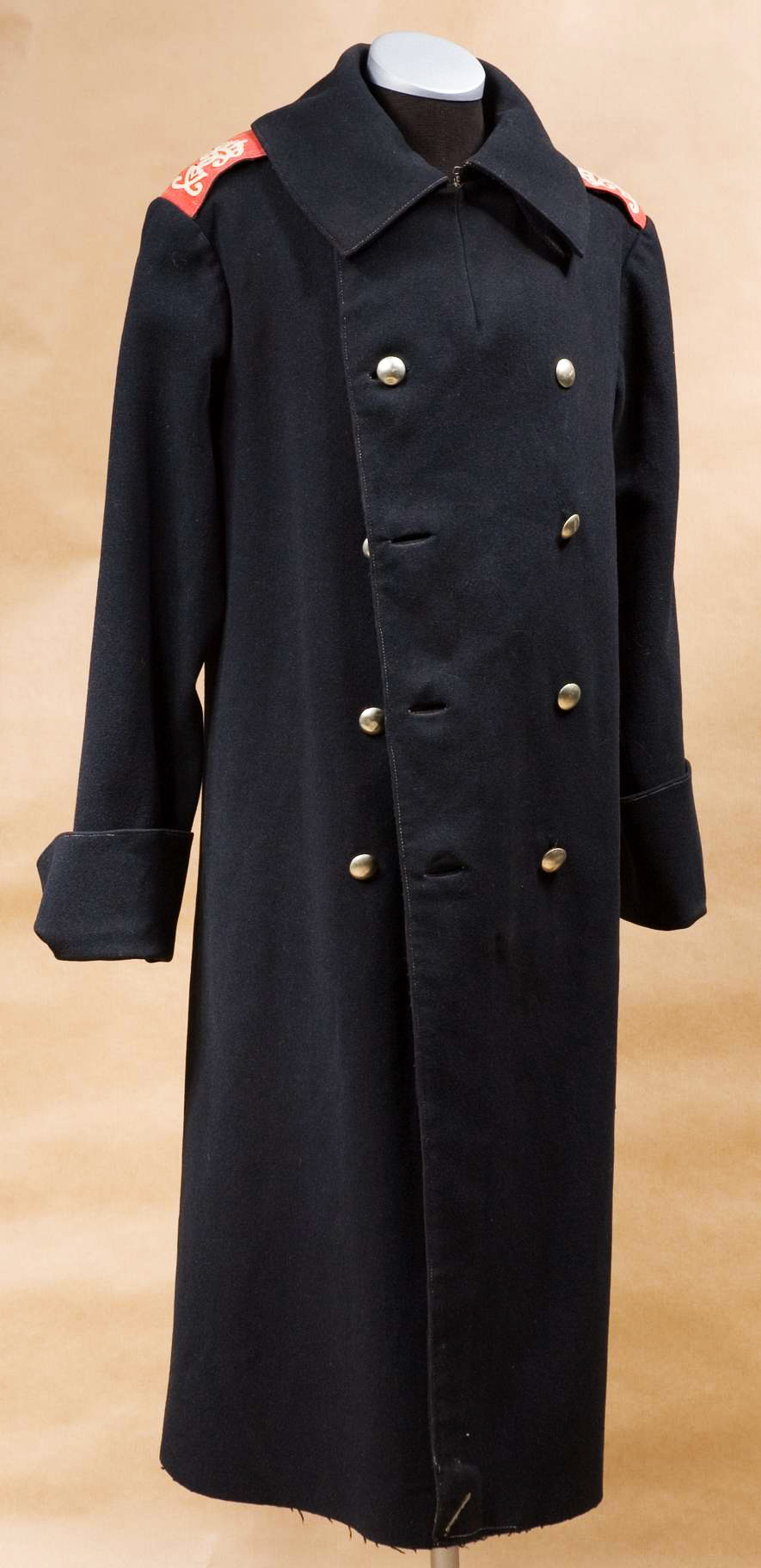
Kappa m/1872 för manskap vid Göta livgarde (I 2).
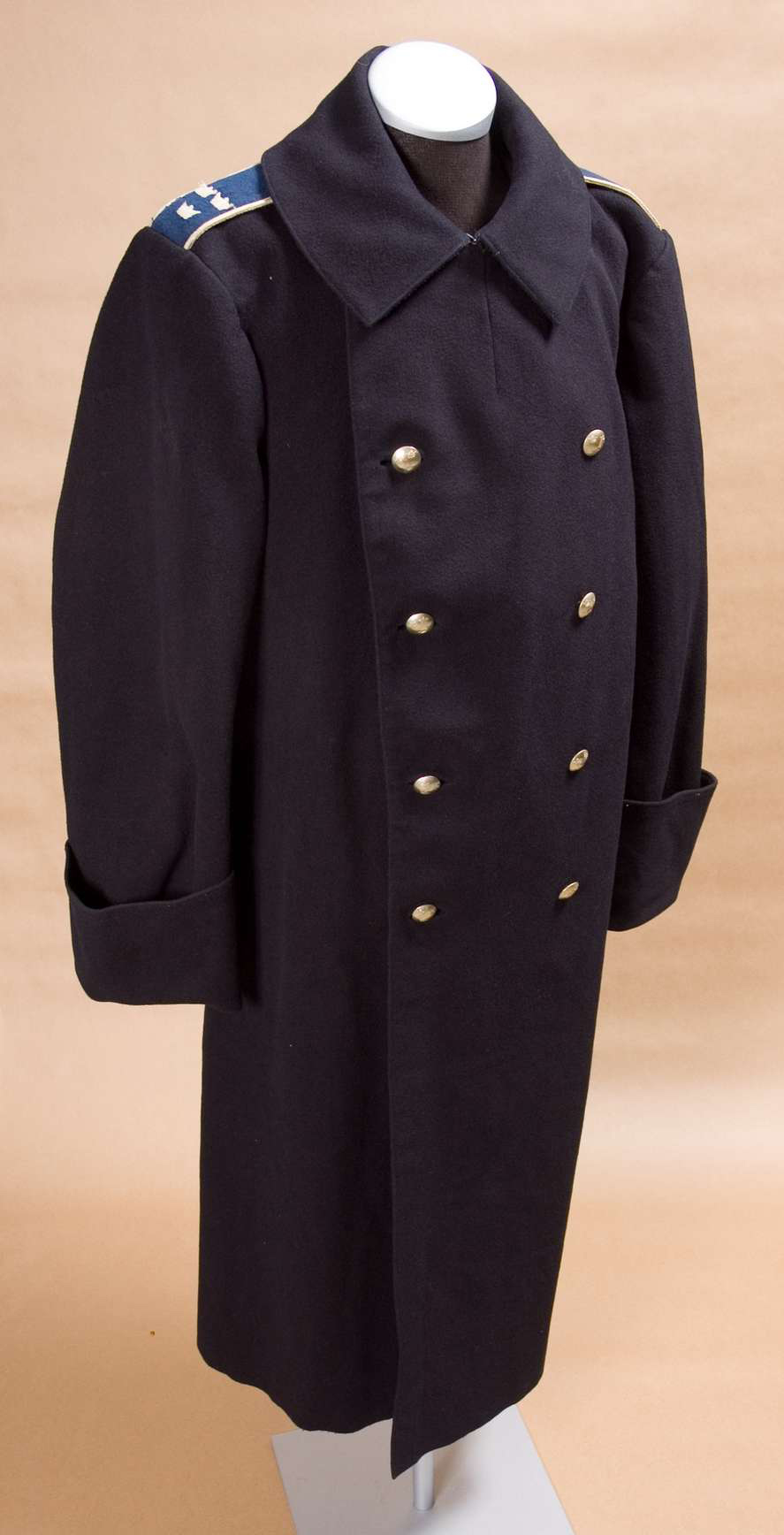
Kappa m/1872 för manskap vid Livgardet till häst (K 1).
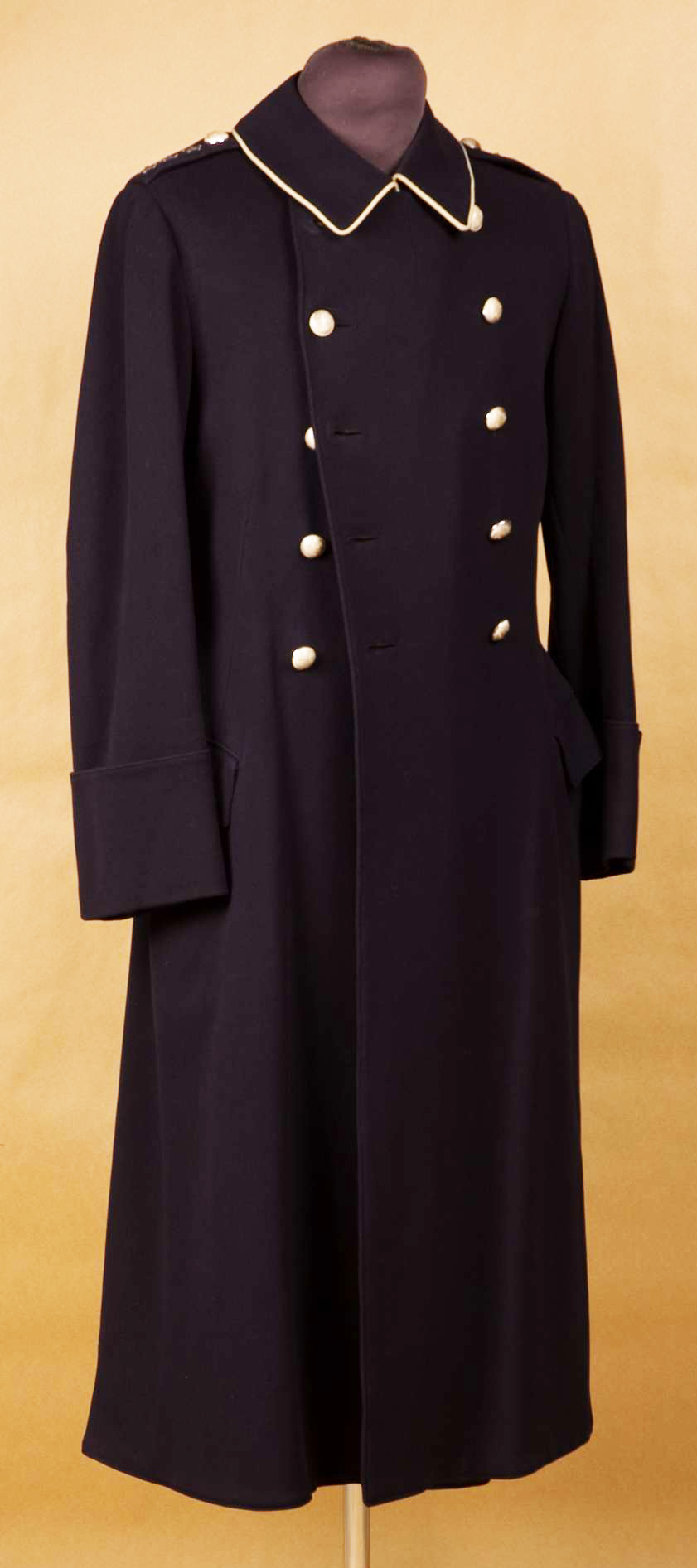
Kappa m/1872 för ryttmästare vid Livgardet till häst (K 1).